# Studium historii
Studium historii – dwunastotomowe dzieło autorstwa Arnolda Josepha Toynbeego z zakresu historiozofii; wydawane w latach 1934–1961 przez Oxford University Press. Zawiera wykład kompletnej teorii historiozoficznej popartej licznymi przykładami.
Dzieło to rozpowszechnione jest głównie w postaci jednotomowego skrótu dokonanego przez D.C. Somervella.

## Tomy i ich tytuły (w nawiasach podano oryginalne tytuły i rok pierwszego wydania angielskiego)
- Tom I. Wprowadzenie (Introduction; The Geneses of Civilizations, 1934)
- Tom II. Geneza cywilizacji (The Geneses of Civilizations, 1934)
- Tom III. Wzrastanie cywilizacji (The Growths of Civilizations, 1934)
- Tom IV. Załamanie cywilizacji (The Breakdowns of Civilizations, 1939)
- Tom V. Dezintegracja cywilizacji (The Disintegrations of Civilizations, 1939)
- Tom VI. Dezintegracja cywilizacji (The Disintegrations of Civilizations, 1939)
- Tom VII. Państwa i kościoły uniwersalne (Universal States; Universal Churches, 1954)
- Tom VIII. Epoki heroiczne. Kontakty między cywilizacjami w przestrzeni (Heroic Ages; Contacts between Civilizations in Space, 1954)
- Tom IX. Kontakty między cywilizacjami w czasie. Prawo i wolność w historii. Perspektywy cywilizacji zachodniej (Contacts between Civilizations in Time; Law and Freedom in History; The Prospects of the Western Civilization, 1954)
- Tom X. (The Inspirations of Historians; A Note on Chronology, 1954)
- Tom XI. (Historical Atlas and Gazetteer, 1959)
- Tom XII. (Reconsiderations, 1961)